# 寶龍公汽
寶龍公汽（Bao Long Bus）全名是宝路华宝龙运输有限公司'，是一家行走中國廣東省深圳市寶安區龍華街道附近的公交公司，前身是龍華鎮公共汽車，現屬深圳市西部公共汽车有限公司第四分公司擁有。